# Longueville (Lot-et-Garonne)
Longueville település Franciaországban, Lot-et-Garonne megyében. Lakosainak száma 375 fő (2022. január 1.). Longueville Birac-sur-Trec, Fauguerolles, Gontaud-de-Nogaret, Saint-Pardoux-du-Breuil és Taillebourg községekkel határos.

## Népesség
A település népességének változása:
| Lakosok száma | 292  | 273  | 261  | 299  | 363  | 355  | 366  | 367  | 367  | 375  |
|               | 1968 | 1982 | 1990 | 2006 | 2013 | 2015 | 2017 | 2019 | 2020 | 2022 |